# Стрибки у воду на літніх Олімпійських іграх 1968
Змагання зі стрибків у воду на літніх Олімпійських іграх 1968 у Мехіко тривали з 17 до 26 жовтня в Олімпійському басейні імені Франсіско Маркеса. Розіграно 4 комплекти нагород. Змагався 81 стрибун і стрибунка у воду з 21-єї країни.

## Медалісти

### Таблиця медалей
| Місце               | Країна               | Золото | Срібло | Бронза | Загалом |
| ------------------- | -------------------- | ------ | ------ | ------ | ------- |
| 1                   | США (USA)            | 2      | 0      | 4      | 6       |
| 2                   | Італія (ITA)         | 1      | 1      | 0      | 2       |
| 3                   | Чехословаччина (TCH) | 1      | 0      | 0      | 1       |
| 4                   | СРСР (URS)           | 0      | 2      | 0      | 2       |
| 5                   | Мексика (MEX)        | 0      | 1      | 0      | 1       |
| Загалом (5 збірних) | Загалом (5 збірних)  | 4      | 4      | 4      | 12      |

Дисципліни названо згідно з позначеннями Міжнародного олімпійського комітету, але в офіційному звіті їх наведено, відповідно, як "стрибки у воду з трампліна" і "стрибки у воду з вишки".

### Чоловіки
| Дисципліна    | Золото                | Срібло                 | Бронза           |
| ------------- | --------------------- | ---------------------- | ---------------- |
| Трамплін, 3 м | Бернард Райтсон (USA) | Клаус Дібіасі (ITA)    | Джим Генрі (USA) |
| Вишка, 10 м   | Клаус Дібіасі (ITA)   | Альваро Гаксіола (MEX) | Він Янґ (USA)    |

### Жінки
| Дисципліна    | Золото               | Срібло                 | Бронза                |
| ------------- | -------------------- | ---------------------- | --------------------- |
| Трамплін, 3 м | Сюзанн Ґоссік (USA)  | Тамара Погожева (URS)  | Кіла О'Саллівен (USA) |
| Вишка, 10 м   | Мілена Духкова (TCH) | Наталія Лобанова (URS) | Енн Петерсон (USA)    |

## Країни-учасниці
Список країн, чиї спортсмени взяли участь в Іграх. У дужках - кількість учасників від кожної країни.
- Австралія  (2)
- Австрія  (1)
- Канада  (4)
- Колумбія  (3)
- Куба  (2)
- Чехословаччина  (1)
- Домініканська Республіка  (1)
- НДР  (5)
- Фінляндія  (2)
- Велика Британія  (5)
- Гватемала  (1)
- Італія  (4)
- Японія  (4)
- Мексика  (6)
- Нідерланди  (2)
- Норвегія  (1)
- Польща  (5)
- Пуерто-Рико  (2)
- Південна Корея  (2)
- СРСР  (10)
- Швеція  (1)
- США  (11)
- ФРН  (8)